# Emanuel Jaroš
Emanuel Jaroš (5. února 1882 Praha – 12. dubna 1959 Kladno) byl český hudební skladatel a pedagog.

## Život
Studoval na Pražské konzervatoři v letech 1898–1901 varhany a skladbu. Byl žákem Antonína Dvořáka. Působil jako varhaník a ředitel kůru v několika pražských chrámech (sv. Haštal, Panny Marie Sněžné a u sv. Rocha na Olšanech). Kromě toho se intenzivně věnoval pedagogické činnosti. Učil na soukromé hudební akademii Dvořákeum. Okolo roku 1924 omezil skladatelskou činnost a plně se věnoval hudební výchově dětí. Na toto téma byl činný i publikačně.

## Dílo

### Orchestrální skladby
- Vzpomínky (1907)
- Život (symfonický obraz, 1913)
- Pathetická ouvertura (1919)
- Scherzo, Intermezzo (1920)

### Komorní skladby
- Houslová sonáta, op. 2 (1901)
- Smyčcový kvartet g-moll (věnován Aloisu Jiráskovi, 1901)
- Trio f-moll, op. 9 (v r. 1905 získalo 2. cenu Komorního spolku)
- 2 smyčcové kvintety (Kvintet a-moll získal cenu Komorního spolku, 1906)
- Klavírní kvartet G-dur (1911)

### Pedagogické práce
- Počátky hudební výchovy, Hoffmann, Praha, 1932)
- Z dětského světa, SNKLHU, Praha,1957
- Umění kupovati hudebniny, Dalibor, XXXI/1909

Kromě toho zkomponoval řadu skladeb pro klavír, písní a sborů.